# 帕普尼亞圖拉
帕普尼亞圖拉（Papunya Tula），全稱帕普尼亞圖拉藝術家有限公司（Papunya Tula Artists Pty Ltd.），是澳大利亞一間由原住民所擁有和經營的一家公司，創立於1972年，以西澳沙漠藝術運動聞名。它被認為帶起了世界對原住民藝術的關注，以及鼓舞了很多澳洲原住民藝術家和風格。今天公司的經營範圍已經超出了愛麗斯泉，並且被認為是中澳首要的原住民藝術提供者。

## 歷史
這個公司的產生誕生於澳洲政府想要把不同族群的人移到帕普尼亞，這個位在北方領域離愛麗絲泉240公里的小鎮，並且想要改變他們畜牧的習慣，以及把他們同化到西方文化。這些首要強迫遷移的族群為：平图比人、卢里恰人（Luritja）、瓦尔皮里人（Walpiri）、阿兰达人族及安马蒂耶尔人（Anmatyerre）。
1971年，這個社區的學校教師杰弗里‧巴登（Geoffrey Bardon）鼓勵這些孩子使用傳統沙子和身體畫一幅有儀式性藝術風格的壁畫。傳統上，這種藝術的目的是為了靈性的目的，所以有很嚴格的禮儀限制。許多象徵描述了個人的圖騰和夢境，以及在其餘作夢時間創作出來的故事。當一些年長的男性看到孩子們正在做什麼時，他們覺得這個主要事件很適合孩子，因此他們會創造一個描繪蜜罐蟻夢境（Honey Ant Dreaming）的壁畫。又傳統上來說，帕普尼亞是蜜罐蟻夢境的中心。這裡也是夢境軌道（songlines）的聚集地。不幸地，這些壁畫後來被帕普尼亞的白人行政人員塗掉了，就如同館長朱迪丝‧瑞安（Judith Ryan）所說「一場破壞文化公物的行動」，這樣是把學校降級貶低原住民化，而且藝術也不再允許屹立和反抗的人，就像是堅韌和不屈不撓的人的象徵。首先，對於這個亂塗行為，壁畫證明了高影響力，使得其他人去創造小幅的夢的畫作，或祖先的故事，亦或任何可用的表面，包括一些老梅森耐板、租車帽子、鐵罐和火柴盒。
這個起源都是澳洲原住民男性的集體企業成立於1972年。Tula這個名字來自帕普尼亞附近的一個小山丘，並且是蜜罐蟻夢境的屬地。一些少數的女人，特別是Pansy Napangardi，她在1980年代晚期開始為這個公司作畫，但是到1994年就沒有了，她開始轉入參與這個公司。
這家公司開始利用這種風格，雖然傳統上都會在儀式中使用沙子來做身體裝飾，但從未以西方風格出現，即壓克力顏料和一個堅硬的表面。當他們的工作受到歡迎，許多精神象徵在利用的過程中消失或是變成公共景觀。就如同那個社區對藝術家的批判，揭示”太多的神聖遺產”。
根據朱迪丝·瑞安新述，”限制於儀式文本下的秘密設計現在正在市場裡，使西澳大利亞州之外的人和原住民女性被看見。為了回應這些反對意見，對人類型態的所有細節描繪，完全地裝飾了吼板(bullroarers)並且儀式用具被刪除或修改。這些設計和他們的內在意義不會被寫下和販售。任何違反打破了一成不變的計劃後裔，這個新來的男人是透過他的爸爸和爺爺和圖騰祖先連結的。從1973年到1975年， 帕普尼亞圖拉藝術家試圖偽裝公開提及儀式，並沉默寡言起來，他們表現得對於文化沒有聖心的樣子，並且巴登所開創的開放時代也同時宣稱結束。點畫和過度點畫，就像一個理想的意涵隱藏著或繪畫著過度危險及秘密設計，並且在這個階段變成一種風尚。這種藝術後來被公諸於眾，淡化為一般展覽，表明杰弗里‧巴登的特殊年代──就像是無辜，不能再被重新發現。”。
在1970年代晚期和80年代早期，在原住民土地權利法案之後，許多人離開了帕普尼亞，但是藝術股份有限公司仍持續運作與茁壯。1980年代時，運動的蓬勃發展和其他社區如烏托邦（Utopia）、尤恩杜穆（Yuendumu）和巴爾戈（Balgo）開始為外界觀眾生產藝術品。在2000年，新南威爾士藝術博物館為了雪梨奧運藝術節辦了一場由Hetti Perkins策展的展覽，目的是為了將這個運動放在國家和國際的舞台上。標題是：帕普尼亞圖拉，天才和起源，是公司的第一個大型回顧展。
在1987年之前，維多利亞國立美術館沒有獲得公司的任何產品，朱迪丝‧瑞安在當時說服美術館主任應該採購10件他們的作品。然而在當時作品叫價高達十萬($100,000)，因為升級的價值，在2008年被朱迪丝‧瑞安描繪為”偷竊”。在2007年，帕普尼亞圖拉公司的藝術家Clifford Possum Tjapaltjarri的單幅畫作在拍賣場上創造了一個原住民藝術建議售價的紀錄，大約£1.03，約2.4百萬美金，比前一位的紀錄保持者多了兩倍多的價錢。

## 現代的帕普尼亞圖拉
Papunya Tula的作品如今在世界上受到高度的關注。高標準的作品和它零失誤及強而有力的風格使得他們在大部分的公共畫廊、主要博物館、機構、許多澳大利亞大型的私人收藏，以及海外具有代表性。
最近，女性藝術家宣稱他們是一群獨立成就的藝術家。比較年輕世代的藝術家有一個強壯的聲音，重申傳統並且確保遺產在進入21世紀後還能繼續傳承。他們在這段時間內曾辦了一些重要的展覽。

### 新南威爾士藝術博物館 2000年展覽
在2000年，新南威爾士藝術博物館為了雪梨奧運藝術節辦了一場由Hetti Perkins策展的展覽，目的是為了將這個運動放在國家和國際的舞台上。標題是：帕普尼亞圖拉，天才和起源，是公司的第一個大型回顧展。

### 澳大利亞國家博物館2007-2008展覽
在數幾個月的時間內(2007.11.27-2008.02.03)，澳大利亞國家博物館展出了澳洲原住民藝術運動早期幾年的帕普尼亞畫作。這次大部分展出的作品是由原住民藝術委員會(現已不復存在的政府機構)在1970到1980年代所購買的，並且沒有在公開展示前被見過。這個展覽包括了第一個世代早期和失去價值的作品，年長的帕普尼亞畫家。這些畫作先前放在政府辦公室和大使館。這個展覽由Vivien Johnson教授策展，並且對介紹這個運動對主流意識的衝擊是有深長意味的。

### 巴黎布朗利河岸博物館
兩個帕普尼亞藝術家，Tommy Watson和Ningura Napurrula，皆在巴黎的博物館具有代表性，巴黎布朗利河岸博物館致力於世界的原住民藝術。Napurrula黑和白主題的簽名，交疊的出現在美術館行政部門的天花板上。

## 帕普尼亞圖拉藝術家
全部除了Pansy Napangardi是瓦尔皮里人（Walpiri）外，其餘都是平图比人（Pintupi）。

### 第一個世代（巴登的年代 1971－1973）
- Anatjari Tjakamarra
- Charlie Tjakamarra
- Freddie West Tjakamarra
- Long Jack Phillipus Tjakamarra
- Old Mick Tjakamarra
- Anatjari No. 1 Tjampitjinpa
- Kaapa Tjampitjinpa
- Dinny Nolan Tjampitjinpa
- Old Walter Tjampitjinpa
- Uta Uta Tjangala
- David Corby Tjapaltjarri
- Mick Namarari Tjapaltjarri
- Clifford Possum Tjapaltjarri
- Tim Leura Tjapaltjarri
- Billy Stockman Tjapaltjarri
- Johnny Scobie Tjapanangka
- Timmy Payungka Tjapangati
- Old Tutuma Tjapangati
- Yala Yala Gibbs Tjungurayyi
- Shorty Lungkata Tjungurayyi
- Charlie Tarawa (Tjaruru) Tjungurrayi
- Turkey Tolson Tjupurrula
- Johnny Warrangkula Tjupurrula

### 第二個世代（當代）
- Long Jack Phillippus Tjakamarra
- Andrew Tolson Tjakamarra
- Tony Tjakamarra
- Jeremiah West Tjakamarra
- Richard Yukenbarri Tjakamarra
- Raymond Maxwell Tjampitjinpa
- Kenny Williams Tjampitjinpa
- Ray James Tjangala
- Lindsay Corby Tjapaltjarri
- John Corby Tjapaltjarri
- Adam Gibbs Tjapaltjarri
- James Gibson Tjapaltjarri
- Morris Gibson Tjapaltjarri
- Joseph Jurra Tjapaltjarri
- George Tjampu Tjapaltjarri
- Raymond Tjapaltjarri
- Warlimpirrnga Tjapaltjarri
- Donald Matthews Tjapanangka
- Charlie Tjapangati
- Kanya Tjapangati
- Charlie Wallabi Tjungurrayi
- George Ward Tjungurayyi
- Bobby West Tjupurrula
- Matthew West Tjupurrula
- Johnny Yungut Tjupurrula

### 女性藝術家
- Elizabeth Marks Nakamarra
- Narrabri Nakamarra
- Kawayi Nampitjinpa
- Nyurapayia Nampitjinpa
- Yuyuya Nampitjinpa
- Eileen Napaltjarri
- Monica Napaltjarri
- Payu Napaltjarri
- Tjunkiya Napaltjarri
- Pansy Napangardi
- Bombatu Napangati
- Mary Brown Napangati
- Yalti Napangati
- Lorna Brown Napanangka
- Makinti Napanangka
- Miriam Napanangka
- Walangkura Napanangka
- Walangkura Napanangka
- Maisie Gibson Napurrula
- Josephine Napurrula
- Kim Napurrula
- Ningura Napurrula
- Tatali Napurrula
- Naata Nungurrayi
- Nancy Nungurrayi
- Pantjiya Nungurrayi
- Doreen Reid Nakamarra

## 延伸阅读
- Focus on Makinti Napanangka, "one of the most keenly studied and collected of the Papunya Tula art stars" The Australian